# Sieben Linden
Sieben Linden (hornolužickosrbsky Sydom lipow, česky doslovně Sedm lip) je vrch o nadmořské výšce 454 m na území obce Steinigtwolmsdorf v zemském okrese Budyšín v Sasku.

## Charakteristika
Vrch leží v německé části Šluknovské pahorkatiny (Lausitzer Bergland) a její mesogeochoře Severní hornolužická vrchovina (Nördliches Oberlausitzer Bergland). Geologické podloží tvoří převážně hybridní dvojslídý granodiorit, v nižších partiích je zastoupen také lužický granodiorit. Převažujícím půdním typem je podzolová kambizem, kterou doplňuje na svazích pseudoglej až parakambizem. Podél severního úpatí protéká říčka Wesenitz; celý vrch tak náleží k povodí Labe a k úmoří Severního moře. Vrch leží v chráněné krajinné oblasti Oberlausitzer Bergland. 
Přes kopec vede zemská silnice S 154 spojující Steinigtwolmsdorf s Neustadtem in Sachsen.

## Sedm lip
Na vrcholu roste sedm lip, v jejichž středu je umístěn dřevěný altán. Stáří lip se dohaduje na 200 až 300 let a podle tradice měly být vysázeny po skončení sedmileté války nebo místními pány po narození sedmi synů. Obvod kmenů lip byl roku 2003 změřen v rozmezí 3,16 až 3,88 metru.